# Resolution 1737 des UN-Sicherheitsrates
Die Resolution 1737 des UN-Sicherheitsrates ist eine Resolution zur Islamischen Republik Iran, die der Sicherheitsrat der Vereinten Nationen am 23. Dezember 2006 auf seiner 5612. Sitzung einstimmig angenommen hat. 
Die Resolution war von Frankreich, Deutschland und dem Vereinigten Königreich unter Artikel 41 der Charta der Vereinten Nationen eingebracht worden und gehört damit zu den für alle Staaten verbindlichen Resolutionen nach Kapitel VII der Charta.
Der Sicherheitsrat hatte am 31. Juli 2006 mit der Resolution 1696 Iran aufgefordert, sein Nuklearprogramm abzubrechen. Der damaligen Entscheidung war am 31. März 2006 eine Erklärung des Präsidenten des Sicherheitsrates (Dokument S/PRST/2006/15) vorausgegangen.
Das Gremium drückt in der Resolution seine Besorgnis über die wiederholten Berichte des Generaldirektors der Internationalen Atomenergie-Organisation (IAEO) aus, insbesondere über die Entscheidung der IAEO vom 4. Februar 2006 (Dokument GOV/2006/14).
Der Rat ist ausdrücklich besorgt über Probleme und Vorbehalte, die in dem Bericht des IAEO-Generaldirektors vom 27. Februar 2006 (Dokument GOV/2006/15) aufgeführt werden, insbesondere solche, die eine militärische Bedeutung haben und darüber, dass die IAEO sich nicht in der Lage wähnt auszuschließen, dass in Iran undeklariertes Material und nicht angemeldete Aktivitäten stattfinden.
Der Rat betonte auch seine Besorgnis über den Bericht des IAEO-Generaldirektors vom 28. April 2006 (Dokument GOV/2006/27) unter anderem darüber, dass die IAEO nicht in der Lage ist, Fortschritte hinsichtlich der fehlenden Gewissheit über die Abwesenheit undeklarierten Material und nichtangemeldeter Aktivitäten in Iran zu machen, obwohl die Agentur schon mehr als drei Jahre bemüht sei, diese Informationslücken zu schließen.
Der Sicherheitsrat bemerkte auch, dass die Berichte des IAEO-Generaldirektors vom 8. Juni 2006 (Dokument GOV/2006/38), vom 31. August 2006 (Dokument GOV/2006/53) und vom 14. November 2006 (Dokument GOV/2006/64) feststellten, dass Iran weder eine umfassende Einstellung seines Nuklearprogrammes durchführte, noch die Zusammenarbeit mit der IAEO wiederaufnahm, noch die Auflagen der UN-Resolution 1696 (2006) erfüllte und dass Iran sich dazu weigerte.
Das Gremium betonte die Wichtigkeit einer diplomatischen Lösung durch Verhandlungen und begrüßte die Bemühungen von China, Frankreich, Deutschland, der Russischen Föderation, des Vereinigten Königreiches und der Vereinigten Staaten, sowie der Europäischen Union auf diesem Gebiet. Er ist entschlossen, die Erfüllung der Resolution 1696 durch Iran durchzusetzen, indem er entsprechende Maßnahmen ergreift und weiterhin besorgt darüber, dass das iranische Nuklearprogramm ein Risiko der Weiterverbreitung von Nuklearwaffen darstellt, weil Iran die Auflagen der IAEO und der Resolution 1696 nicht erfüllt.

## Anordnungen
Unter Artikel 41 im Kapitel VII der Charta der Vereinten Nationen ordnete der Sicherheitsrat deswegen an:
1. die Erfüllung der Auflagen der IAEO-Resolution GOV/2006/14 vom 4. Februar 2006;
2. die Einstellung aller Tätigkeiten zur Anreicherung, die der Aufsicht von IAEO unterliegen, sowie die Arbeit an allen Projekten mit Schwerem Wasser oder an einem Schwerwasserreaktor;
3. das Verbot der Lieferung und des Verkaufes von Materialien, Ausrüstungen und Technologien, die Projekten dienen, welche der Aufsicht durch IAEO unterliegen und zur Entwicklung von Schwerwasserprojekten oder eines nuklearen Waffenprogrammes dienen (siehe Dokumente S/2006/814 und S/2006/815), einschließlich der Aufforderung an alle Staaten solche Lieferung über ihr jeweiliges Staatsgebiet oder mit Verkehrsmitteln zu unterbinden, die deren Landesflagge führen;
4. das Verbot der Lieferung und des Verkaufes aller anderen Materialien, Ausrüstungen und Technologien, falls ein Mitgliedsstaat feststellt, dass diese zur Entwicklung von Schwerwasserprojekten oder eines nuklearen Waffenprogrammes dienen;
5. dass jeder Staat verantwortlich ist für die Einhaltung des Lieferungsverbotes und die Pflicht hat, den Verkauf oder die Lieferung solchen Materialien, Ausrüstungen und Technologien, die durch S/2006/814 und S/2006/815 nicht untersagt ist, dem zuständigen UN-Komitee und der IAEO innerhalb von zehn Tagen zu melden;
6. dass alle Staaten verpflichtet sind, zu verhindern, dass Iran technologische oder finanzielle Unterstützung oder durch Training, Investment und anderen Diensten bei Schwerwasserprojekten oder einem nuklearen Waffenprogramm geholfen wird;
7. das Verbot der Exporte von Gütern, Dienstleistungen oder von Technologien, die in S/2006/814 und S/2006/815 durch Iran an andere Staaten und den Erwerb oder Transport durch Angehörige des jeweiligen Staates;
8. den unbeschränkten Zugang zu iranischen Einrichtungen auf Anforderung durch die IAEO, um die Erfüllung der Auflagen zu überprüfen;
9. dass bestimmte Wirtschaftsgüter von den Beschränkungen ausgenommen sind, falls das zuständige Komitee dem zustimmt und Iran Endbenutzergarantieen vorlegt und auf die Nutzung dieser Güter für nukleare Aktivitäten verzichtet;
10. die Überwachung von Personen und Institutionen, die in der Anlage zur Resolution genannt sind, gegebenenfalls weiterer durch den Sicherheitsrat oder das Sanktionskomitee benannter Personen und Institutionen und die Meldung über deren Einreise oder Transit in ein anderes Land an das Sanktionskomitee;
11. dass die vorgenannten Bestimmungen keinesfalls die Einreise eines Staatsangehörigen in seinen eigenen Heimatstaat verbieten und dass humanitäre Belange berücksichtigt werden sollen, auch wenn die Regelungen des Artikels XV der IAEO-Statuten betroffen sind;
12. das Einfrieren von Finanzmitteln der Personen, die in der Anlage zur Resolution geführt sind, gegebenenfalls weiterer durch den Sicherheitsrat oder das Sanktionskomitee benannter Personen, sowie von Institutionen, die durch diese kontrolliert werden oder auch von Personen, die im Namen oder für Personen handeln, die mit dem iranischen Nuklearprogramm in Verbindung stehen, wobei zu verhindern ist, dass die eingefrorenen Finanzmittel an andere Subjekt übertragen werden;
13. dass die Finanzmittel in dem Umfang, in welchem sie zur Lebenshaltung (Nahrungsmittel, Mieten, Steuern, Arzneimittel, Versicherungsprämien, öffentliche Abgaben und Unterhaltskosten) oder zum Führen von rechtlichen Auseinandersetzungen erforderlich sind, vom Einfrieren nicht betroffen sind;
14. dass Einzahlungen auf gesperrte Konten möglich sind, sofern der eingezahlte Betrag ebenfalls gesperrt wird;
15. dass die Zahlungen für Verpflichtungen durchgeführt werden, die vor dem Inkrafttreten der Resolution fällig waren, falls diese nicht verbotene Materialien, Ausrüstungen oder Technologien betreffen;
16. dass technische Zusammenarbeit, die durch die IAEO gewährt wird, sich lediglich auf humanitäre Belange oder solche der Sicherheit beziehen und keinesfalls auf Projekte bezieht, die Schwerwasserreaktoren oder die Entwicklung von nuklearen Waffen zum Inhalt haben;
17. dass Iraner weder auf dem Territorium oder durch Angehörige anderer Staaten ausgebildet oder trainiert werden dürfen, sofern diese Ausbildung das iranische Nuklearprogramme oder der Entwicklung iranischer Nuklearwaffen dient;
18. die Errichtung eines Sanktionskomitees, das die vorgenannten Auflagen überwacht, ggf. weitere Maßnahmen vorschlägt und mindestens alle 90 Tage dem Sicherheitsrat Bericht erstattet;
19. dass innerhalb von spätestens 60 Tagen alle Mitgliedsstaaten dem Sanktionskomitee über die Umsetzung der Resolution 1737 in ihrem jeweiligen Staatsgebiet berichten;
20. dass eine Befolgung der Anordnungen des IAEO und die Aussetzung des iranischen Nuklearprogrammes durch Iran und die Wiederaufnahme der Verhandlungen mit der internationalen Gemeinschaft und der IAEO vorteilhaft für Iran ist;
21. dass ein langfristiges gegenseitiges Abkommen basierend auf den Vorschlägen Chinas, Frankreichs, Deutschlands, Russlands, der Vereinigten Staaten und des Vereinigten Königreiches (Dokument S/2006/521) der Bildung internationalen Vertrauens in die ausschließliche friedliche Nutzung von nuklearer Energie durch Iran nützlich wäre;
22. dass der Generaldirektor der IAEO innerhalb von sechzig Tagen sowohl dem Sicherheitsrat als auch dem IAEO-Direktorium darüber Bericht erstattet, ob Iran die UN-Resolution erfüllt und auch die anderen Schritte unternimmt, die von der Atomenergie-Organisation verlangt worden waren;
23. dass anhand dieses Berichtes der Sicherheitsrat entscheidet, ob die vorgenannten Sanktionen aufgehoben, beibehalten oder modifiziert werden.

## Folgen
Wie üblich endet die Resolution mit der Entscheidung des Gremiums, weiterhin mit dem Problem befasst zu bleiben.
Iran wies die Resolution zurück und wies durch seinen Botschafter bei den Vereinten Nationen darauf hin, dass der Rat Sanktionen gegen ein Mitglied des Atomwaffensperrvertrages verhängte, der, im Unterschied zu Israel, niemals ein anderes Mitglied der Vereinten Nationen angegriffen oder mit der Anwendung von Gewalt bedroht habe.
China und auch das Vereinigte Königreich betonten allerdings, dass die Sanktion nicht das Ende der Verhandlungen bedeuteten, sondern vielmehr ein Mittel dazu, Iran an den Verhandlungstisch zurückzubringen. Russland betonte in der Sitzung die Notwendigkeit eine diplomatische Lösung zu finden und unter Anwendung von Artikel 41 im Kapitel VII der UN-Charta den Einsatz von Gewalt zur Lösung der Problematik zu vermeiden.